# Віджай Амрітрадж
Віджай Амрітрадж (нар. 14 грудня 1953) — колишній індійський тенісист і актор.
Найвищу одиночну позицію світового рейтингу — 18 місце досяг 7 липня 1980, парну — 23 місце — 24 березня 1980 року.
Здобув 15 одиночних та 14 парних титулів.
Найвищим досягненням на турнірах Великого шолома був півфінал в парному розряді.
Завершив кар'єру 1993 року.

## Фільмографія
| Film | Film                           | Film                           | Film    |
| Рік  | Назва                          | Роль                           | Нотатки |
| ---- | ------------------------------ | ------------------------------ | ------- |
| 1983 | Восьминіжка (фільм)            | Vijay                          |         |
| 1985 | Nine Deaths of the Ninja       | Ранкін                         |         |
| 1986 | Зоряний шлях 4: Подорож додому | Starship Captain Joel Randolph |         |
| 2015 | Of God and Kings               | Duke Bora Swain                |         |

## Загальна статистика

### Досягнення в одиночних змаганнях
| W | Ф | ПФ | ЧФ | #Р | КТ | К# | P# | DNQ | A | Z# | PO | G | S | B | NMS | NTI | P | NH |

| Турнір                                 | 1972 | 1973 | 1974 | 1975 | 1976 | 1977 | 1978 | 1979 | 1980 | 1981 | 1982 | 1983 | 1984 | 1985 | 1986 | 1987 | 1988 | 1989 | 1990 | SR     |
| -------------------------------------- | ---- | ---- | ---- | ---- | ---- | ---- | ---- | ---- | ---- | ---- | ---- | ---- | ---- | ---- | ---- | ---- | ---- | ---- | ---- | ------ |
| Відкритий чемпіонат Австралії з тенісу |      |      |      |      |      |      |      |      |      |      |      | 1р   | 2р   |      |      |      |      |      |      | 0 / 2  |
| Відкритий чемпіонат Франції з тенісу   |      |      | 3р   |      |      |      |      |      |      |      |      |      |      |      |      |      |      |      |      | 0 / 1  |
| Вімблдонський турнір                   | 2р   | ЧФ   | 2р   | 2р   | 2р   | 2р   | 2р   | 2р   | 1р   | ЧФ   | 3р   | 1р   | 1р   | 4р   | 1р   | 2р   |      |      | 1р   | 0 / 17 |
| Відкритий чемпіонат США з тенісу       | 1р   | ЧФ   | ЧФ   | 2р   | 1р   | 1р   | 1р   | 2р   | 3р   | 3р   |      |      | 2р   | 1р   |      |      |      |      |      | 0 / 12 |

## Фінали за кар'єру

### Одиночний розряд: 25 (18–7)
| Легенда               |
| --------------------- |
| Великий шлем (0)      |
| Серія Мастерс ATP (0) |
| Тур ATP (12)          |

| Результат | W/L  | Дата     | Турнір                    | Покриття   | Суперник         | Рахунок                  |
| --------- | ---- | -------- | ------------------------- | ---------- | ---------------- | ------------------------ |
| Перемога  | 1–0  | Лип 1973 | Бреттон-Вудс, США         | Ґрунт      | Джиммі Коннорс   | 7–5, 2–6, 7–5            |
| Поразка   | 1–1  | Сер 1973 | Саут-Орандж, США          | Трава      | Колін Діблі      | 4–6, 7–6, 4–6            |
| Перемога  | 2–1  | Жов 1973 | Нью-Делі, Індія           | Трава      | Мал Андерсон     | 6–4, 5–7, 8–9, 6–3, 11–9 |
| Поразка   | 2–2  | Бер 1974 | Темпе, США                | Тверде     | Джиммі Коннорс   | 1–6, 2–6                 |
| Перемога  | 3–2  | Кві 1974 | Вашингтон, США            | Килим (i)  | Карл Майлер      | 6–4, 6–3                 |
| Перемога  | 4–2  | Чер 1974 | Бекенгем, Англія          | Трава      | Том Гормен       | 6–7, 6–2, 6–4            |
| Перемога  | 5–2  | Сер 1975 | Колумбус, США             | Тверде     | Боб Лутц         | 6–4, 7–5                 |
| Перемога  | 6–2  | Лис 1975 | Калькутта, Індія          | Ґрунт      | Мануель Орантес  | 7–5, 6–3                 |
| Перемога  | 7–2  | Бер 1976 | Мемфіс, США               | Килим (i)  | Стен Сміт        | 6–2, 0–6, 6–0            |
| Перемога  | 8–2  | Вер 1976 | Ньюпорт, США              | Трава      | Браян Тічер      | 6–3, 4–6, 6–3, 6–1       |
| Перемога  | 9–2  | Січ 1977 | Окленд, Нова Зеландія     | Трава      | Тім Вілкінсон    | 7–6, 5–7, 6–1, 6–2       |
| Перемога  | 10–2 | Лис 1977 | Бомбей, Індія             | Ґрунт      | Террі Мур        | 7–6, 6–4                 |
| Перемога  | 11–2 | Вер 1978 | Мехіко, Мексика           | Ґрунт      | Рауль Рамірес    | 6–4, 6–4                 |
| Поразка   | 11–3 | Жов 1978 | Кельн, Німеччина          | Тверде (i) | Войцех Фібак     | 2–6, 1–0 ret.            |
| Перемога  | 12–3 | Лис 1979 | Бомбей, Індія             | Ґрунт      | Петер Ельтер     | 6–1, 7–5                 |
| Поразка   | 12–4 | Лют 1980 | WCT Invitational, U.S.    | Килим (i)  | Б'єрн Борг       | 5–7, 1–6, 3–6            |
| Поразка   | 12–5 | Бер 1980 | Мілан, Італія             | Килим (i)  | Джон Макінрой    | 2–6, 4–6                 |
| Перемога  | 13–5 | Лип 1980 | Ньюпорт, США              | Трава      | Ендрю Паттісон   | 6–1, 5–7, 6–3            |
| Перемога  | 14–5 | Лис 1980 | Бангкок, Таїланд          | Килим (i)  | Браян Тічер      | 6–3, 7–5                 |
| Поразка   | 14–6 | Гру 1980 | WCT Challenge Cup, Канада | Килим (i)  | Джон Макінрой    | 1–6, 6–2, 1–6            |
| Поразка   | 14–7 | Сер 1983 | Стоув, США                | Тверде     | Джон Фіцджеральд | 6–3, 2–6, 5–7            |
| Перемога  | 15–7 | Тра 1984 | Спрінг, США               | Тверде (i) | Лейф Шірас       | 7–5, 4–6 7–6             |
| Перемога  | 16–7 | Лип 1984 | Ньюпорт, США              | Трава      | Тім Майотт       | 3–6, 6–4, 6–4            |
| Перемога  | 17–7 | Чер 1986 | Бристоль, Англія          | Трава      | Анрі Леконт      | 7–6, 1–6, 8–6            |
| Перемога  | 18–7 | Сер 1988 | Нью-Гейвен, США           | Тверде     | Зішан Алі        | 6–3, 6–1                 |

### Парний розряд: 29 (14–15)
| Результат | W/L   | Дата     | Турнір                   | Покриття   | Партнер          | Суперники                        | Рахунок            |
| --------- | ----- | -------- | ------------------------ | ---------- | ---------------- | -------------------------------- | ------------------ |
| Поразка   | 0–1   | Жов 1973 | Нью-Делі, Індія          |            | Ананд Амрітрадж  | Джим Макманус Рауль Рамірес      | 2–6, 4–6           |
| Перемога  | 1–1   | Лис 1974 | Бомбей, Індія            | Ґрунт      | Ананд Амрітрадж  | Дік Крілі Онні Парун             | 6–4, 7–6           |
| Поразка   | 1–2   | Сер 1974 | Саут-Орандж, США         | Тверде     | Ананд Амрітрадж  | Браян Готтфрід Рауль Рамірес     | 6–7, 7–6, 6–7      |
| Перемога  | 2–2   | Сер 1974 | Колумбус, США            | Тверде     | Ананд Амрітрадж  | Том Гормен Боб Лутц              |                    |
| Поразка   | 2–3   | Лют 1975 | Торонто, Канада          | Килим (i)  | Ананд Амрітрадж  | Дік Стоктон Ерік ван Діллен      | 4–6, 5–7, 1–6      |
| Поразка   | 2–4   | Бер 1975 | Вашингтон, США           | Килим (i)  | Ананд Амрітрадж  | Майк Естеп Джефф Сімпсон         | 6–75, 3–6          |
| Перемога  | 3–4   | Бер 1975 | Атланта, США             | Килим (i)  | Ананд Амрітрадж  | Марк Кокс Кліфф Дрісдейл         | 6–3, 6–2           |
| Поразка   | 3–5   | Сер 1975 | Луїсвілл, США            | Ґрунт      | Ананд Амрітрадж  | Войцех Фібак Гільєрмо Вілас      |                    |
| Перемога  | 4–5   | Вер 1975 | Лос-Анджелес, США        | Тверде     | Ананд Амрітрадж  | Кліфф Дрісдейл Марті Ріссен      | 7–6, 4–6, 6–4      |
| Поразка   | 4–6   | Лис 1975 | Калькутта, Індія         | Ґрунт      | Ананд Амрітрадж  | Хуан Хісберт Мануель Орантес     | 6–1, 4–6, 3–6      |
| Перемога  | 5–6   | Бер 1976 | Мемфіс, США              | Килим (i)  | Ананд Амрітрадж  | Роско Теннер Марті Ріссен        | 6–3, 6–4           |
| Поразка   | 5–7   | Бер 1977 | Сент-Луїс, США           | Килим (i)  | Дік Стоктон      | Іліє Настасе Адріано Панатта     | 4–6, 6–3, 6–76     |
| Поразка   | 5–8   | Бер 1977 | Роттердам, Нідерланди    | Килим (i)  | Дік Стоктон      | Войцех Фібак Том Оккер           | 4–6, 4–6           |
| Перемога  | 6–8   | Тра 1977 | Masters Doubles WCT, США | Килим (i)  | Дік Стоктон      | Вітас Ґерулайтіс Адріано Панатта | 7–6, 7–6, 4–6, 6–3 |
| Перемога  | 7–8   | Чер 1977 | Лондон, Англія           | Трава      | Ананд Амрітрадж  | Девід Ллойд Джон Ллойд           | 6–1, 6–2           |
| Перемога  | 8–8   | Вер 1978 | Мехіко, Мексика          | Ґрунт      | Ананд Амрітрадж  | Фред Макнеер Рауль Рамірес       | 6–4, 7–5           |
| Поразка   | 8–9   | Кві 1979 | Каїр, Єгипет             | Ґрунт      | Ананд Амрітрадж  | Пітер Макнамара Пол Макнамі      | 5–7, 4–6           |
| Поразка   | 8–10  | Лип 1979 | Луїсвілл, США            | Тверде     | Рауль Рамірес    | Марті Ріссен Шервуд Стюарт       | 2–6, 6–1, 1–6      |
| Поразка   | 8–11  | Жов 1979 | Сідней, Австралія        | Тверде     | Пет Дюпре        | Род Фролі Франсіско Гонсалес     | без гри            |
| Перемога  | 9–11  | Бер 1980 | Роттердам, Нідерланди    | Килим (i)  | Стен Сміт        | Білл Скенлон Браян Тічер         | 6–4, 6–3           |
| Перемога  | 10–11 | Бер 1980 | Франкфурт, Німеччина     | Килим (i)  | Стен Сміт        | Ендрю Паттісон Балч Волтс        | 6–7, 6–2, 6–2      |
| Поразка   | 10–12 | Сер 1981 | Колумбус, США            | Тверде     | Ананд Амрітрадж  | Брюс Менсон Браян Тічер          | 1–6, 1–6           |
| Поразка   | 10–13 | Лис 1982 | Балтимор, Меріленд, США  | Килим (i)  | Фред Столл       | Ананд Амрітрадж Тоні Джаммалва   | 5–7, 2–6           |
| Перемога  | 11–13 | Лис 1982 | Чикаго, США              | Килим (i)  | Ананд Амрітрадж  | Майк Кейгілл Брюс Менсон         | 3–6, 6–3, 6–3      |
| Перемога  | 12–13 | Лют 1983 | Кувейт, Кувейт           | Тверде     | Іліє Настасе     | Бродерік Дайк Род Фролі          | 6–3, 3–6, 6–2      |
| Перемога  | 13–13 | Лип 1983 | Ньюпорт, США             | Трава      | Джон Фіцджеральд | Тім Галліксон Том Галліксон      | 6–3, 6–4           |
| Поразка   | 13–14 | Сер 1983 | Колумбус, США            | Тверде     | Джон Фітцджералд | Скотт Девіс Браян Тічер          | 1–6, 6–4, 6–7      |
| Поразка   | 13–15 | Жов 1984 | Стокгольм, Швеція        | Тверде (i) | Іліє Настасе     | Анрі Леконт Томаш Шмід           | 6–3, 6–7, 4–6      |
| Перемога  | 14–15 | Лип 1986 | Ньюпорт, США             | Трава      | Тім Вілкінсон    | Едді Едвардс Франсіско Гонсалес  | 4–6, 7–5, 7–6      |